# Mstisław Titow
Mstisław Stiepanowicz Titow, ros. Мстислав Степанович Титов (ur. 16 września 1887 r. w Petersburgu, zm. 14 listopada 1973 r. w Argentynie) – rosyjski wojskowy (pułkownik), oficer 8 sotni 2 batalionu 1 Kozackiego Pułku Kawalerii Rosyjskiego Korpusu Ochronnego podczas II wojny światowej.
W 1904 r. ukończył nikołajewski korpus kadetów, zaś w 1907 Nikołajewską Szkołę Inżynieryjną. Służył jako podporucznik w 1 Jego Imperatorskiej Mości Pułku Kolejowym. W 1912 r. ukończył nikołajewską akademię inżynieryjną. Uczestniczył w budowie twierdzy morskiej im. Piotra I w Rewlu. 
rał udział w I wojnie światowej jako kapitan 8 Pułku Inżynieryjnego. Od 1915 r. pełnił funkcję inżyniera korpuśnego XXXI Korpusu Armijnego. Był odznaczony Orderem Św. Anny 3 klasy, Orderem Św. Włodzimierza 4 klasy i Orderem Św. Jerzego. Został ciężko ranny podczas walk nad Kanałem Ogińskiego. W 1918 r. wstąpił do Armii Ochotniczej. W styczniu 1920 r. w stopniu pułkownika dowodził 2 Oficerskim Generała Drozdowskiego Pułkiem Strzeleckim. 
W poł. listopada tego roku był ewakuowany wraz z wojskami Białych z Krymu do Gallipoli. Na emigracji zamieszkał w Serbii. Po zajęciu Jugosławii przez wojska niemieckie w kwietniu 1941 r., wstąpił do nowo formowanego Rosyjskiego Korpusu Ochronnego. Służył w stopniu wachmistrza, a następnie podporucznika w 8 sotni 2 batalionu 1 Kozackiego Pułku Kawalerii. W 1943 r. wyjechał do Austrii, gdzie pracował jako inżynier. Po zakończeniu wojny znalazł się we Włoszech, skąd w 1947 r. wyemigrował do Argentyny.